# Эристов, Александр Николаевич
Александр Николаевич Эристов (князь Эристави-Ксанский) (5 [17] июля 1873, Тифлис, Российская империя — 10 февраля 1955, Париж) — русский и грузинский военачальник, генерал-лейтенант.

## Биография
Родился 5 (17) июля 1873 года в семье генерал-лейтенанта князя Николая Бедзиновича Эристова (1831—1912) и Екатерины Захарьевны Сараджевой (Сараджишвили; 1850—1929.
В 1892 году окончил Тифлисский кадетский корпус и 29 августа поступил на военную службу. Продолжал обучение и в 1895 году окончил Михайловское артиллерийское училище, выпущен подпоручиком в 20-ю конно-артиллерийскую батарею, но уже 12 августа был переведён подпоручиком в лейб-гвардии Конную артиллерию; с 12 августа 1899 — поручик.
В 1903 году окончил Михайловскую артиллерийскую академию; с 12 августа 1903 — штабс-капитан.
В 1904—1905 годах принимал участие в русско-японской войне.
С 12 августа 1907 года — капитан. Окончил Офицерскую артиллерийскую школу.
С 26 ноября 1908 года — командир 1-й Его Величества батареи лейб-гвардии Конной артиллерии; с 6 декабря 1908 — полковник.
Во время Первой мировой войны отличился в бою при Каушене 6 (19) августа 1914 года.
С 10 ноября 1914 года — командир Кавалергардского полка; с 22 марта 1915 — генерал-майор. С 7 мая 1916 года — командир 1-й бригады 1-й гвардейской кавалерийской дивизии, с 14 мая 1917 — начальник 1-й гвардейской кавалерийской дивизии, с 6 августа 1917 — Начальник 3-го Кавказского армейского корпуса; с 23 августа 1917 года — генерал-лейтенант.
После Октябрьского переворота уехал в Грузию, служил в грузинской армии. Был направлен меньшевистским правительством в Анкару, где и остался. В 1921 году переехал во Францию, где активно участвовал в деятельности военных организаций (председатель Союза русских военных инвалидов во Франции, председатель «Кавалергардской семьи», заместитель председателя Общества взаимопомощи офицеров лейб-гвардии Конной артиллерии в Париже, председатель Распорядительного комитета Гвардейского объединения, председатель Союза ревнителей памяти императора Николая II.
Был женат на Вере Яковлевне Малама (1887—1974), дочери наказного атамана Войска Донского генерала от инфантерии Якова Маламы.  Сыновья: Николай и Петр. С частями Русской эскадры эвакуировались в Бизерту.
Умер в Париже 10 февраля 1955 года. Похоронен на кладбище Сент-Женевьев-де-Буа.

## Награды
- Орден Святого Станислава 3-й степени (1903);
- Орден Святой Анны 4-й степени с надписью «За храбрость» (1907);
- Мечи и бант к ордену Святого Станислава 3-й степени (1907);
- Орден Святой Анны 3-й степени с мечами и бантом (1907);
- Орден Святого Станислава 2-й степени с мечами (1907);
- Орден Святой Анны 2-й степени с мечами (1907);
- Орден Святого Владимира 4-й степени (1908);
- Мечи и бант к Ордену Святого Владимира 4-й степени (ВП 09.11.1914);
- Орден Святого Георгия 4-й степени (ВП 10.11.1914);
- Георгиевское оружие (ВП 05.05.1915);
- Орден Святого Владимира 3-й степени с мечами(ВП 01.07.1915);
- Орден Святого Станислава 1-й степени с мечами (ВП 17.08.1915);
- Орден Святой Анны 1-й степени с мечами (ВП 03.11.1915).

Иностранные:
- испанский Орден Изабеллы Католички (1911);
- французский Орден Почётного легиона (1913).